# Елопоподібні
Елопоподібні  (Elopiformes) — ряд променеперих риб.

## Опис
Тарпоноподібні зовні схожі на оселедцеподібних, але мають бічну лінію. Тіло вкрите циклоїдною лускою, хвостовий плавець вильчастий. Верхня щелепа утворена передщелепною і верхньощелепною кістками. Поверхня ротової порожнини рясно вкрита зубами, які є на щелепах, на піднебінні, на основі черепа, а також на язику. У більшості є архаїчні риси будови: артеріальний конус з двома парами клапанів в серці, гулярна пластинка внизу голови та інші ознаки.

## Класифікація
Ряд містить 2 сучасних родини з двома родами та 9 видами та низку викопних форм:
- ряд Елопоподібні (Elopiformes) Gosline 1960[2][3][4]
  - родина  †Anaethaliidae Gaudant 1968
    - рід †Daitingichthys Arratia 1987
    - рід †Anaethalion White 1938
    - рід †Holcolepis von der Marck 1868

  - підряд Elopoidei
    - рід †Antofagastaichthys Arratia 1986
    - рід †Arratiaelops Taverne 1999
    - рід †Coryphaenopsis Frič & Bayer 1902
    - рід †Ctenodentelops Forey et al. 2003
    - рід †Echinelops Murray & Hoşgör 2012
    - рід †Ectasis Jordan & Gilbert 1919
    - рід †Elopidarum
    - рід †Elopsomolos Arratia 2000
    - рід †Eurygnathus Agassiz 1845
    - рід †Goulmimichthys Cavin 1995
    - рід †Hypsospondylus Gorjanovic-Kramberger 1885
    - рід †Irenichthys Jakovlev 1968
    - рід †Laminospondylus Springer 1957
    - рід †Tingitanichthys Taverne 1996
    - рід †Paraelops Silva Santos 1971
    - рід †Ichthyemidion Poyato-Ariza 1995
    - родина  †Protelopidae de Saint Seine 1949
      - рід †Eoprotelops Saint-Seine 1949
      - рід †Protelops Laube 1885

    - родина Елопові (Elopidae) Bonaparte 1832/Valenciennes 1847
      - рід †Flindersichthys Longman 1932
      - рід †Histialosa Gervais 1855
      - рід †Lyrolepis Romanowski 1886 non Rechiger 1943
      - рід †Nardoelops Taverne & Capasso 2012
      - рід †Opisthopteryx Pictet & Humbert 1866
      - рід †Palelops Applegate 1970
      - рід †Parasyllaemus
      - рід †Sauropsidium Costa 1850
      - рід †Thrissopteroides von der Marck 1873
      - рід †Davichthys Forey 1973
      - рід †Naiathaelon Poyato-Ariza & Wenz 1994
      - рід Elops Linnaeus 17661

    - родина Тарпонові (Megalopidae) Jordan 1882
      - рід †Elopoides Wenz 1965
      - рід †Paratarpon Bardack 1970
      - рід †Promegalops Casier 1966
      - рід †Protarpon Forey 1973
      - рід †Sedenhorstia White & MoyThomas 1941
      - рід †Starrias Jordan 1925
      - рід Megalops Lacépède 1803